# 女僕咖啡廳 (漫畫)
《女僕咖啡廳》（標題直譯為「即使如此小鎮仍在轉動」），是石黑正數所創作的日本漫畫。作品於YOUNG KING OURs的2005年5月號至2016年12月號期間進行連載。
於2010年10月改編為電視動畫。本作品曾獲得2013年日本新媒體動漫藝術節漫畫部門優秀賞、2018年星云赏漫画部门赏。

## 故事概要
嵐山步鳥是一名住在丸子鎮的女高中生，同時在商店街的咖啡廳「SEASIDE」打工。這咖啡廳特別的地方在於服務員都穿女僕裝，成為店長心目中全國流行、充滿賣點的女僕咖啡廳。個性迷糊的步鳥，以及身邊形形色色的人們，天天都上演著笑料不斷的故事。在不同的變幻下，小鎮依然如此運作。

## 登場角色

### 尾谷高校
嵐山步鳥　配音：小見川千明、藤田茜[動態漫畫]（日本）；何璐怡（香港）
生日：5月10日（金牛座）　身高：　血型：O型　雙眼視力：2.0
故事主角，尾谷高中學生。天然呆屬性，同時亦感情豐富。在手工業住民區長大的她有著中性的性格和說話方式，時常以天生積極精神為別人帶來快樂。容貌和處事風格都很普通。SEASIDE的女僕1號。
喜歡推理小說，夢想是高中生時代兼任偵探。雖然平日多數用來開玩笑，但仍有一定的推理能力。亦有親自寫推理小說，儘管寫作能力不太高。煮食方面也不很好，只有不斷創造驚人菜式和味道。成績方面是數學科補習常客，對老師來說是大敵。
好奇心旺盛，時常未經頭腦就行動，常常因此捲入周圍的糾紛和騷動。經常持著封面寫了「事件簿」的帳本，把每天的事情和想法等作一個記錄。有點在意班主任森秋夏彥，但當初完全沒發現自己的感情取向。同時也一直沒發現廣章，反而支援俊子。偶然發現取姓和名字的大寫字母能結合成「笨蛋」一詞。
辰野俊子（原作名字）　配音：悠木碧（日本）；余欣沛（香港）
生日：9月10日（處女座）　身高：　血型：B型　慣用手：左撇子
步鳥的同班同學，被步鳥稱呼為，偶爾會變成。SEASIDE的女僕2號。在SEASIDE內唯一有女僕咖啡廳的知識，其性格令她有決心把SEASIDE打造成真正的女僕咖啡廳。視力較弱，一定要戴著眼鏡。是個巨乳眼鏡娘。低血壓，早上起床困難，感覺精神不好。家中的唯一一台電腦主要是給弟弟虎太郎用來打電玩，因此無法借給步鳥做電腦科的網頁功課。
任何方面都是天才，成績優秀，擅長煮食，小提琴亦玩得十分出色，乒乓球方面更得到「妖精」的稱號。初中時代已經屬於乒乓球小組，是雙葉的晚輩。喜歡廣章，由於是SEASIDE常客，所以在協助步鳥之時順勢加入。接近的機會雖然增加了，但至今還沒足夠勇氣傳達感情。
當步鳥這邊說著戀愛問題，兩人說著說著會說到數學，繼而再將話題轉到人生觀，但步鳥竟然毫不發覺，因此被認為不是一個適合談心事的人選。
做不到由步鳥構思的招攬客人手勢——「Maid！」，總出現無名指與尾指無法靠攏的情況。
真田廣章　配音：入野自由、齊藤壯馬[動態漫畫]；張裕東（香港）
生日：2月16日（水瓶座）　身高：　血型：A型　A班　座號九號
步鳥的青梅竹馬兼同班同學，二人小時候經常一起玩耍，更被年幼時的步鳥稱呼為「小廣」，直到後來因為一句『笨蛋才會跟女生玩』而令兩小口不再一起。初中就讀於本板中学校，現為尾谷高校學生。年幼時母親便已去世，由經營魚店的父親一手撫養成人，假日會到魚店內兼職。有寫日記的習慣。
平日跟一般同齡男生的差別不大。在愛情方面會顯得溫柔和含羞。暗戀步鳥，與步鳥的手接觸會變得滿臉通紅。經常會到Seaside光顧，藉以增加跟嵐山獨處的機會，豈料卻造就了辰俊打工的契機。
除了在家中的桌下藏著很多色情刊物，在電腦裡亦儲存了很多色情照片和色情影片。在步鳥前來家中借用電腦期間找到了自己事先藏在書架上的一大堆色情刊物，因而被對方取了「色鬼真田」的綽號。
紺雙葉　配音：矢澤利枝香、大原桃子[動態漫畫]；林元春（香港）
生日：9月8日（處女座）　身高：　血型：A型　2-A班
步鳥在尾谷高中的前輩，二人相識前，曾在龜井堂門前目睹過對方踩著機動滑板車撞到警察的情形。後來二人終於在一次機緣巧合下正式碰面，而且一見如故，相當投契。給步鳥的第一印象是個還沒變聲的十二三歲小男孩－「貓少年」。相貌端正，除了上課的日子外，平日甚少穿著裙子，打扮風格偏向美少年。曾被步鳥直指貧乳。身高跟步鳥相若，但兩人相差10kg。初中留著黑色短髮，現已染成金色短髮。
喜歡搖滾樂，公寓裏除了有（低音結他），更收藏著數量龐大的唱片，多年來早已培養出近乎絕對的音感。
超級低血壓，每朝睡醒都仍然處住迷糊狀態，即使勉強起床也精神萎靡不振。
與步鳥關係很好，跟小組的晚輩也沒有像跟步鳥那般經常一起玩。同齡朋友頗少，曾因賀年卡數量少而休克。小學起一直都是乒乓球部的成員。初中二年級時已經壓下三年級當上正選，亦是俊子的前輩。能力在俊子和針原之上，被認為是強得荒唐。此外的運動神經亦十分出眾。雖然在南三初中的乒乓球部有「魔王 邪神 黑武士 巨神兵」等別名，但據稱亦不足以形容她的厲害之處。
母親是混血兒，因此亦有著四分之一英國血統。雙親在初中時遠赴英國工作至今。曾為畢業後留在日本升學，還是去英國的問題而煩惱。後來，據針原得知，雙業並沒考上第一志願的大學。
現時獨自居住於「河井莊 101室」，礙於單身女子的身份，故用父親的名字「紺 伝助」作為門牌。公寓內還飼養了一隻名叫的威爾斯貓（英語：Cymric），不過牠經常突然擅自溜走。飯菜弄得不錯。
針原春江　配音：白石涼子、水原薫[動態漫畫]；謝潔貞（香港）
生日：8月7日（狮子座）　身高：　血型：AB型
步鳥的同班同學，跟俊子亦很相熟。樣子相對較醜，曾被步鳥形容長得像藝人明石家秋刀魚。但內心樂意照顧和親近他人，盡努力克服任何生活上的弱點。
乒乓球的技術相當穩定。與雙葉偕為乒乓球小組主要成員，常常被乒乓球小組的晚輩所懷念。雙葉指她的大學生哥哥有春江一模一樣的臉。
淺井孝介（Asai Kōsuke）　配音：德本英一郎
嵐山步鳥的同班同學，真田廣章的好友，座號①。外號猩猩，自稱紳士的肌肉男。頭腦簡單的大塊頭。跟真田一組製作電腦科的網頁功課，但電腦知識貧乏得令人頭痛，被真田稱為『戦士系』。偏好巨乳。曾受步鳥所托代替真田假扮成辰野的男朋友，卻被辰俊說成是纏擾自己的人，因此受到辰俊的傾慕者（笹本恭一）跟蹤。在高中畢業旅行期間向同班同學海老州舞表白成功。。
福澤晶（Fukuzawa Akira）　配音：吉田聖子
2年B組，嵐山步鳥的同級同學。映画研究部成員，夢想成為一名演員。跟辰俊﹑紺雙葉﹑針原春江同樣來自南三初中的乒乓球部。
七瀨影光（Nanase Kagemitsu）　配音：小野友樹
嵐山步鳥的同班同學之一。頭上綁有頭巾，是個典型的御宅族。擅長繪畫動漫，答應步鳥繪製網頁功課的首頁插圖以換取辰俊的女僕造型寫真。
跟辰野虎太郎同樣是網絡遊戲Image Online的玩家，而且七瀨更是由該遊戲的β版開始玩，並創立了公會Shadow Gallery，後來協助步鳥（Penguin）成功制止辰野的弟弟繼續沉迷下去。
城嶋悟（Jōshima Satoru）　配音：德本英一郎
長黑髮﹑眉毛修得細，穿戴眉環。
3年A班。嵐山步鳥同校的師兄，紺雙葉的同班同學。在文化節和運動會期間，被雙葉的英姿深深吸引。
真田廣章初中時的學長，升高中後兩人仍會在新年除夕相約到神社參拜。

#### 教職員
森秋夏彥　配音：杉田智和﹑大原惠[小學時代]；張錦江→葉振聲（香港）
生日：11月29日（射手座）　身高：　血型：A型
尾谷高中的數學科教師、兼任步鳥、真田、辰俊班級的級任導師，曾被步鳥叫錯。單身，獨自居住於「鶴宇大廈802室」，連中午的飯盒也是自己做的。異常熱愛数学，絕對服從科學理論，亦因此變成不懂變通。身為數學老師，邏輯思考是他的工作，相對步鳥所做的事自然無法理解，認為對方不合符邏輯，亂來一通，荒謬至極。這種固執和囉哩囉嗦的個性，曾被步鳥諷刺「好個死腦筋!不愧是分數學老師」。
小學時，對除法問題答案可以寫餘數的事有極端的童年陰影，在此契機下成為數學教師。據本人回憶，當年二年級的班主任（配音：藤村步）是他人生的第一個天敵（頭號天敵），至於步鳥則是第二號天敵，每當看到對方的考卷時就會胃痛。更覺得這兩大天敵除了專以非關數學的事物搗亂思維，就連長相都很神似。不過，心裡還是關懷包括步鳥在內的所有學生，並因不同性格與人分享不同的事。但對步鳥的好感完全無視。
曾對祖父兩幅遺作的表達意念百思不解，透過步鳥的推理終於得到一個足以讓人完全信服的理由。為了成全祖父的意願而將之恢復原狀，並送贈給步鳥作為答謝。
其專屬私家車採用V6引擎，車內坐椅的安全帶為「MANSHIN TIGERS」﹑教員室茶杯上所印的亦同樣是「MANSHIN TIGERS」的標記，推斷為阪神虎的愛好者。
尾谷孝行（Oya Takayuki）　配音：上田燿司；陳曙光（香港）
尾谷高校的校長。外表是位禿頭白髪的胖老人。對於當年森秋老師拒絕女學生告白一事大為感動，除了讚揚森秋老師是教學典範之餘，更將該封情書的回覆一直懸掛在校長室內至今。
西老師　配音：戶松遙；謝潔貞（香港）
尾谷高校的体育科教師兼校友（畢業生）。校內傳聞中是個相貌清純的文學愛好者。被認為六年前，以高中女生身分鼓起勇氣寫了封情書交給森秋，但遭森秋在隔日就以一道非常絕情的算式回絕——「（男＋女）／道德＝０」，意旨。(於133話表明實際上當年與森秋告白的為音樂教師溝口奈美子)後來經過多年努力當上了教師，並且來到尾谷高校授課，可惜至今仍未能如願跟森谷發展成為情侶關係。
龜田老師　配音：楠見尚己；陳永信（香港）
尾谷高校的西洋史教師，兼任福澤晶（即B班）的班主任，偶爾會被森秋叫作「阿龜」。特徵是地中海，並以說話冗長見稱，故此有的外號。
芹澤老師　配音：樋口智透
尾谷高校的電腦科教師。指導嵐山步鳥所屬班別製造專題網站。26年前是尾谷高中的電影研究學會會員，並於當年（19XX.10.12）製作了一盒分別由7段時長15秒的影像拍攝而成的錄影帶來介紹「尾谷校七不思義」，該片段多年後展轉來到步鳥手上。
宮崎老師（Miyagiki）　配音：近藤浩徳
尾谷高校的美術科教師。被嵐山步鳥喚作。為步鳥的中期試畫作評分時，覺得對方是描繪一匹駿馬在疾風中馳騁的情景；其實步鳥想表達的只是趴著睡覺的小狗。
溝口奈美子（Namiko）
尾谷高校的音樂科教師。因為經常用蛞蝓那樣陰濕的語調說教，所以有「蛞蝓子」之稱。

### 嵐山家
嵐山猛（原作名字）　配音：田村睦心（日本）；陳琴雲（香港）
身高：　血型：A型
步鳥的弟弟，比音小學高年級生，與步鳥相差7年，除了有張跟步鳥近乎一樣的臉，就連好奇心旺盛的性格亦跟姐姐相似，但冷靜的判斷力和活潑不惹禍的特點卻與姐姐恰恰相反。雖然注意到真田對歩鳥有意思，但還是選擇靜觀其變。親近針原。
嵐山雪子　配音：仙台惠理（日本）；陳皓宜（香港）
身高：　血型：O型
步鳥的妹妹，與阿猛相差3年，是比音小學低年級學生，校內綽號為「忍者」。調皮的性格和哥哥阿猛打成一片，十分依賴。家族中唯一非純黑髮色。至今還相信聖誕老人的存在，聖誕節經常為此爭執。在大田區內一間名為「劍星館」的道場學習劍道。
扮成雪子大偵探觀察和調查姐姐，誓要盡力揭露姐姐的真實一面，先是形容姐姐的身材是洗衣板。期後找到嵐山步鳥初中時代的交換日記，裡面寫了很多有關步鳥的秘密。
嵐山步　配音：小野友樹（日本）；梁偉德（香港）
步鳥的父親，公務員。A型血。登場的時候永遠背著身，或者臉經常被被障礙物遮掩。
每天的早晨都會帶約瑟芬散步。在約瑟芬眼中是全家地位最低的人。
還沒脫髮就使用生髮水，據本人解釋是用了生髮水才沒禿頭。
嵐山雪美　配音：松來未祐（日本）；朱妙蘭（香港）
步鳥的母親，舊姓「綾鳥」，家庭主婦，O型血。爸爸步經常抱怨所有孩子都與雪美相似。實際上，Ｔ恤的品味和髮型等都與步鳥相似。很擔心步鳥的舉動。登場時跟步一樣，臉經常被被障礙物遮掩。
約瑟芬（喬瑟菲奴）　配音：松來未祐（日本）；伍秀霞（香港）
嵐山家飼養的狗，外貌酷似狸貓。有鮮為人知的有趣特性。
在牠眼中的嵐山家地位階級大致上是：雪美>步鳥>雪子>猛>自己>步

### 丸子町商店街
丸子町商店街（日语：／ Marukochō Shoutengai），又稱為「丸子商店街」。
配音：櫻井孝宏（日本）；林丹鳳（香港）
生日：4月6日（白羊座）　身高：　血型：O型
女僕咖啡廳「SEASIDE」的店長兼老闆娘，被辰俊稱呼為「女僕長」。而歩鳥和一般老顧客則普遍以稱呼她。跟步鳥沒有血緣關係，但也顯得格外親切。
步鳥小時候，已經經營SEASIDE一段頗長時間。經常對哭著央求的步鳥做咖喱飯。知道女僕咖啡廳的存在後，打算憑此賺取多點錢，也在當時決定以繳付過去的咖喱飯費為由，讓步鳥打工。苦口婆心又有點毒舌，但也有相當機靈的一面。
相當熱愛酒、煙草、賭博（波子機﹑賽馬）。
真田勇司　配音：黒田崇矢（日本）；招世亮（香港）
身高：　血型：A型
經營魚店－「鮮魚真田」。廣章的父親。妻子過身後，二人相依為命，經常被對方叫做。高中時代戴眼鏡，人稱「勇司君」，曾經是壞學生的頭目，那種語帶挑釁，老是喜歡抬槓的個性至今仍在身上可見。跟貴則及和豐是相識多年的老同學，三人經常聚在一起偷懶，是「SEASIDE」的老顧客。使用跟步烏父親相同牌子的生髮水『育毛王』。
菊池貴則　配音：金光宣明（日本）；朱子聰（香港）
身高：　血型：O型
經營蔬果店－「八百菊」。下巴蓄鬚。喜歡穿欖球襯衫。高中時代就讀「敷島工業高校」，髪型是飛機頭，人稱「阿貴」，經常跟同校的勇司互相爭奪成為不良少年頭目。
城鎮慰勞旅行時候，用醉了的氣勢也跟其他人打成平局。常與跟和豐與勇司在SEASIDE偷懶。
荒井和豐　配音：櫻井敏治（日本）；古明華（香港）
身高：　血型：B型
温厚的洗衣店老闆。細眼肥胖。綽號，由真田勇司所取。喜歡中年男人的無聊冷笑話。常與跟貴則和勇司相約在宇紀婆婆的咖啡店偷懶，是SEASIDE難得的老顧客。
妻子荒井増代舊姓「柴木」，意外的是位美女，在店內也相當活躍。
電視動畫中 ，約瑟芬在場景轉換時曾經說過︰『洗衣店老闆的配音（櫻井敏治）跟角色的性格是一模一樣的』。
松田旬作　配音：千葉繁（日本）；蕭徽勇（香港）
生日：9月21日（處女座）　身高：　血型：A型
警察，階級為巡警。性格認真性急。經常和步鳥有小型口角，預感自己終有一天必定會親手逮捕步鳥。
行動電話愛用的來電鈴聲是1970~1980年代的長壽硬派熱血警探電視劇「向太陽怒吼」的主題曲。
龜井堂靜　配音：雪野五月（日本）；陳皓宜（香港）
生日：8月1日（狮子座，27歲）　身高：　血型：B型
舊器舖「古董買賣 龜井堂」的老闆娘。是個不錯的美人，但總給人非常沒有幹勁的感覺，被批評「樣子看起來很侮辱客人」。在步鳥多次不小心弄壞貨品後，都只是懶洋洋地詢問「買下（壞東西）嗎？」，因此曾被步鳥懷疑只是在利用別人來處理不要的垃圾。
被步鳥稱呼「静姐姐」。十年前把缺少了迷底的自創小說《丸子商店街的怪事件》給予當時年幼的步鳥，要對方像個偵探一樣推理出真相，同時承諾若能破解就讓她當自己的助手。逐步引導她成為推理迷。經常和善地告戒和忠告她，有著與平日不同的堅實模樣。
學生時代開始一個人處理著全部家務，飯菜的高超程度難以想像。
同時兼任小說家，其筆名「門石梅和（Kadoishi Umekazu）」是由本名重新排列所組合而成的易位構詞。步鳥亦曾拜讀過她筆下兩部作品——《異形回歸》和新刊《異界村》。而前者便是她憑著《雲丹飛行船》（海膽飛行船）獲第13回Phantom大賞後的初連載單行本。
稱呼辰俊為「俊妹」。
磯端善治　配音：中博史（日本）；朱子聰（香港）
已去世的丈夫。SEASIDE的創立人。B型血。
過世時，天國在安排上出了一點紕漏以致無法超渡成佛，從此就隨心所欲地到處遊盪。時至今日已在丸子町商店街一帶徘徊超過十年之久。這些年以來，偶爾會有動物會看到它的存在，例如雙葉家中的無尾貓；但尚未有可以看得到它存在的人類，所以只能跟人單向溝通。自言這輩子雖然沒有做過甚麼大事，但可幸的是亦沒甚麼遺憾。
安根英樹
現於丸子商店街中經營著一間一百日圓店舖的中年男人。店舖位於八百菊的對面。一百日圓店在十年前是賣酒水的，在那之前則是賣棉被。多年來都沒試過賺大錢。即使禿頭仍照樣會梳理頭頂。舉辦辰俊生日派對當日找人送去一箱瓶裝飲料作為賀禮。
村上桃子　配音：丸山優子
千歳屋精肉店的老闆娘。炸肉餅是那裡最便宜的食物。還有出售炸豬排粒。
下澤半藏（Shimozawa Hanzō）　配音：高瀬右光
龜井堂旁邊那間理髪店「下澤 」的店主。由於酒量好，故有「素戔嗚尊」的外號。

### 其他
伊勢崎恵梨　配音：加藤英美里（日本）；沈小蘭（香港）
生日：8月22日（狮子座）　身高：　血型：AB型
比音小学校4年3組 → 5年3組，嵐山猛的同班同學。女生一般都稱呼她「小惠」，有「班上的女孩們的領袖」之稱。男生則會嘲諷她為「伊勢海老」。留意阿猛他們帶卡片回校，並以挑釁的口吻對他們說話，並說一定會在班會告發他們。
突然來到阿猛的家，和他一起玩，並要阿猛稱她作「惠梨」」，並送他一套卡片，對阿猛似乎有好感。翌日回校時，對阿猛說「小惠」時反應冷淡，並一拳打到他的肚子。阿猛對她兩種截然不同的態度感到無所適從。
辰野虎太郎（Tatsuno Kotarō）
辰俊的弟弟，南第三中學校的學生（國中生）。有一位名叫笹本恭一的朋友喜歡辰俊。
沉迷於網絡遊戲Image Online，還因此而經常蹺課，被辰俊形容為家裡蹲（立派な引きこもり）。其帳號「大牙一太郎」是遊戲內一個大公會『鷹之會』的2代目。以『鷹之會』2代目的身分，跟七瀨影光所率領的公會Shadow Gallery對戰期間，不慎被『鷹之會』的初代目Griffith擊敗，自此便沒有繼續沉迷網絡遊戲。
島邊博人
常年居住在美國洛杉磯的日本神秘小說家，喜愛各種神秘的事物。筆名分別取自日本古今最強的四位推理小說家「島田莊司、渡辺啓助、森博嗣、綾辻行人」。其眾多作品中以《小夜侘助》系列最為人所津津樂道。
某次回國取材，偶然來到丸子町下榻，在SEASIDE Café遇上自己其中一名忠實書迷嵐山步鳥。
森秋涼介（配音：相澤正輝）
動畫中，來自西暦2310年的時空旅行者——「森秋涼介時間飛行士」，在原著並沒提及相關的名字和準確年份。動畫中回到300年前，原作則是200年前。推測是森秋夏彥的後人。
曾跟妻子把一個壺不斷在龜井堂賣出買入。
旁白（聲優：上田燿司（日）、潘文柏（港））

## 創作背景
故事創作舞台位於東京都大田區的下丸子附近。

## 反響
此漫畫於2013年獲得日本新媒體動漫藝術節漫畫部門優秀獎、2018年星云赏漫画部门赏。

## 出版書籍
| 冊數 | 少年畫報社     | 少年畫報社             | 長鴻出版社     | 長鴻出版社           |
| 冊數 | 發售日期       | ISBN                   | 發售日期       | EAN                  |
| ---- | -------------- | ---------------------- | -------------- | -------------------- |
| 1    | 2006年1月27日  | ISBN 4-7859-2604-X     | 2006年10月18日 | EAN 471-0765-20903-2 |
| 2    | 2006年10月26日 | ISBN 4-7859-2707-0     | 2007年3月24日  | EAN 471-0765-21339-8 |
| 3    | 2007年8月3日   | ISBN 978-4-7859-2827-8 | 2008年6月17日  | EAN 471-2805-82338-3 |
| 4    | 2008年3月19日  | ISBN 978-4-7859-2926-8 | 2008年12月25日 | EAN 471-2805-82955-2 |
| 5    | 2008年12月26日 | ISBN 978-4-7859-3086-8 | 2009年6月22日  | EAN 471-1552-44410-0 |
| 6    | 2009年10月30日 | ISBN 978-4-7859-3256-5 | 2010年4月22日  | EAN 471-3469-35115-1 |
| 7    | 2010年4月30日  | ISBN 978-4-7859-3376-0 | 2015年4月1日   | EAN 471-5409-86863-7 |
| 8    | 2010年11月30日 | ISBN 978-4-7859-3519-1 | 2015年7月1日   | EAN 471-5409-86890-3 |
| 9    | 2011年9月14日  | ISBN 978-4-7859-3690-7 | 2015年11月25日 | EAN 471-5409-86947-4 |
| 10   | 2012年7月30日  | ISBN 978-4-7859-3888-8 | 2016年12月13日 | EAN 471-3006-54008-6 |
| 11   | 2013年2月28日  | ISBN 978-4-7859-4027-0 | 2018年3月7日   | EAN 471-3006-54153-3 |
| 12   | 2013年12月26日 | ISBN 978-4-7859-5174-0 | 2018年12月5日  | EAN 471-3006-54186-1 |
| 13   | 2014年9月30日  | ISBN 978-4-7859-5393-5 | 2019年10月18日 | EAN 471-3006-54219-6 |
| 14   | 2015年5月30日  | ISBN 978-4-7859-5561-8 | 2020年10月7日  | EAN 471-3006-54255-4 |
| 15   | 2016年4月30日  | ISBN 978-4-7859-5767-4 | 2020年11月11日 | EAN 471-3006-54257-8 |
| 16   | 2017年2月14日  | ISBN 978-4-7859-5959-3 | 2020年11月11日 | EAN 471-3006-54262-2 |

公式書
《それでも町は廻っている 公式ガイドブック廻覧板》
- 2017年2月14日發售、ISBN 978-4-7859-5960-9

## 電視動畫

### 製作人員
- 總監督：新房昭之[68]
- 副監督：龍輪直征
- 系列構成：高山克彥
- 人物設計、總作畫監督：山村洋貴[69]
- 美術監督：飯島壽治
- 美術設定：小林德光
- 色彩設計：日比野仁
- 視覺效果：酒井基
- 攝影監督：江上怜
- 編輯：關一彦
- 音響監督：龜山俊樹
- 音響製作：GROOVE
- 音樂：ROUND TABLE
- 動畫製作：SHAFT
- 製作：それ町製作委員會、TBS

### 歌曲
- 片頭曲：「DOWN TOWN」
作詞：伊藤銀次，作曲：山下達郎，編曲：服部隆之，歌：坂本真綾[70]
導演、分鏡、演出、作畫監督：梅津泰臣[71]
- 片尾曲：（女僕駕到）
歌：女僕們（小見川千明、悠木碧、矢澤利枝香（日语：矢澤利枝香）、白石涼子）
分鏡、演出：龍輪直征，作畫監督：西田美彌子

### 每集製作資料
| 集數     | 日文標題 | TVB版本標題          | 劇本     | 分鏡              | 演出          | 作畫監督                                                                                           | ENDCARD插畫     | 改編漫畫集數            |
| -------- | -------- | -------------------- | -------- | ----------------- | ------------- | -------------------------------------------------------------------------------------------------- | --------------- | ----------------------- |
| 一番地   |          | 最幸福的店舖         | 高山克彥 | 龍輪直征          | 板村智幸      | 宮西多麻子、萩原省智 伊藤香織、三島千枝 八尋裕子、清水惠蔵                                         | 聖悠紀          | A Part：1 B Part：2     |
| 二番地   |          | 我要控告色鬼們性騒擾 | 高山克彥 | 龍輪直征          | 龍輪直征      | 岩崎安利、小菅和久 萩原省智、桝井一平                                                              | 高橋弘          | A Part：3 B Part：8     |
| 三番地   |          | 貓少年               | 高山克彥 | 佐藤卓哉          | 熨斗谷充孝    | 桝井一平、泉保良輔                                                                                 | 小原愼司        | A Part：4 B Part：11    |
| 四番地   |          | 詛咒方程式           | 高山克彥 | 森義博            | 森義博        | 大森英敏                                                                                           | 水上悟志        | A Part：9 B Part：25    |
| 五番地   |          | 真微妙的辰野俊子     | 大嶋實句 | 藤森一真          | 八瀨祐樹      | 宮西多麻子、篠田知弘 潮月一也、高野晃久 山村洋貴                                                   | 小野寺浩二      | A Part：6 B Part：33    |
| 六番地   |          | 潘朵拉的女僕服務     | 大嶋實句 | 所智一            | 所智一 森義博 | 清水惠藏、泉保良輔 佐藤友子、阿部千秋                                                              | 田中宏          | A Part：17 B Part：20   |
| 七番地   |          | 愛的迴避             | 大嶋實句 | 板村智幸          | 板村智幸      | 宮西多麻子、伊藤良明 潮月一也、高野晃久 阿部智之、八尋裕子 齋藤育実、三島千枝 山村洋貴、西田美彌子 | Ark Performance | A Part：5 B Part：16    |
| 八番地   |          | 全自动乐团           | 高山克彥 | 龍輪直征          | 龍輪直征      | 皆川一德、中島千明 狩野正志、曾我篤史 久保茉莉子、西田美弥子                                       | 近藤るるる      | A Part：原創 B Part：21 |
| 九番地   |          | 衝擊！搶購計劃       | 高山克彥 | 岡田明信          | 八瀨祐樹      | 伊藤良明、潮月一也 高野晃久、宮西多麻子 山内則康、細山正樹 菱沼祐樹                                | 大石            | A Part：32 B Part：71   |
| 十番地   |          | 挖洞老爺爺           | 高山克彥 | 森義博            | 森義博        | 實原登、前田達之                                                                                   |                 | A Part：18 B Part：28   |
| 十一番地 |          | 紺師姐大哭的夏天     | 高山克彥 | 今泉賢一          | 吉澤俊一      | 、佐佐木剛 古川博之、KIM YONG-SIK                                                                  | 中村佑介        | A Part：19 B Part：49   |
| 十二番地 |          | 小鎮在轉             | 高山克彥 | 岡田明信 龍輪直征 | 龍輪直征      | 宮西多麻子、伊藤良明 河野紘一郎、萩原省智 岩崎安利                                                 | 石黑正數        | A Part：13 B Part：14   |

### 放送電視台
日本深夜動畫：下文記載的日本国内播放時間使用日本標準時間（UTC+9）表示。因為部分時間标识會採用30小时制，因此請留意这类超过24:00的时间，其實際播放時間為翌日清晨。
| 放送地域   | 放送局       | 放送期間                       | 放送日時                   | 放送系列  | 備駐   |
| ---------- | ------------ | ------------------------------ | -------------------------- | --------- | ------ |
| 關東廣域圏 | TBS電視台    | 2010年10月7日 - 12月23日       | 星期四 25時55分 - 26時25分 | TBS系列   | 製作局 |
| 兵庫縣     | SUN電視台    | 2010年10月14日 - 12月30日      | 星期四 26時10分 - 26時04分 | 獨立UHF局 |        |
| 中京廣域圈 | 中部日本放送 | 2010年10月21日 - 2011年1月13日 | 星期四 26時30分 - 27時00分 | TBS系列   |        |
| 熊本縣     | 熊本放送     | 2010年10月24日 - 2011年1月23日 | 星期日 25時50分 - 26時20分 | TBS系列   |        |
| 日本全域   | BS-TBS       | 2010年11月6日 - 2011年1月22日  | 星期六 25時00分 - 25時30分 | TBS系列   |        |
| 日本全域   | AT-X         | 2011年7月27日 - 10月12日       | 星期三 10時00分 - 10時30分 | 衛星放送  | 有重播 |

| TBS 星期四25:55-26:25節目 | TBS 星期四25:55-26:25節目 | TBS 星期四25:55-26:25節目 |
| ------------------------- | ------------------------- | ------------------------- |
|                           | 女僕咖啡廳                |                           |
| 會長是女僕大人            | 食夢者瑪莉                |                           |

## 備註
1. ↑  第五卷·39話 嵐山步鳥在龜井堂靜的推薦下，用了一整晚時間把《異形回歸》閱畢（P92）。但在次日朝早的新聞報紙上，卻刊登了一篇『異形回帰　門石梅和　本日發售』的廣告（39話·P94）。
2. ↑  在本作出現過的作品包括：。
3. ↑  『　名偵探勇破炸彈黨』ISBN4-Z9-18Z296-9、

## 外部連結
- 女僕咖啡廳～網站 （页面存档备份，存于）（日語）
- TBS動畫官方網站 （页面存档备份，存于）（日語）
- 丸子鎮回覽版的X（前Twitter）